# Sad ibn Abi Wakkas
Sad ibn Abi Wakkas (arab. سعد بن أبي وقاص) – jeden z pierwszych konwertytów na islam (610-611) i zarazem jeden z ważniejszych towarzyszy muzułmańskiego proroka Mahometa. Sad Ibn Abi Wakkas w wieku siedemnastu lat, jako jedna z pierwszych osób, przyjął islam. Jest znany głównie z dowództwa w zwycięskiej bitwie pod al-Kadisijją podczas podboju Persji.